# Подоляни (Свентокшиське воєводство)
Подоляни (пол. Podolany) — село в Польщі, у гміні Казімежа-Велька Казімерського повіту Свентокшиського воєводства. Населення — 350 осіб (2011).
У 1975—1998 роках село належало до Келецького воєводства.

## Демографія
Демографічна структура на день 31 березня 2011 року:
|          | Загалом | Допрацездатний вік | Працездатний вік | Постпрацездатний вік |
| -------- | ------- | ------------------ | ---------------- | -------------------- |
| Чоловіки | 170     | 25                 | 126              | 19                   |
| Жінки    | 180     | 32                 | 98               | 50                   |
| Разом    | 350     | 57                 | 224              | 69                   |